# سابینا والبوسا
سابینا والبوسا (انگلیسی: Sabina Valbusa; ۲۱ ژانویهٔ ۱۹۷۲ – ) اسکی‌باز صحرانوردی اهل ایتالیا بود.